# Anisodes heydena
Anisodes heydena är en fjärilsart som beskrevs av Swinhoe 1894. Anisodes heydena ingår i släktet Anisodes och familjen mätare. Inga underarter finns listade i Catalogue of Life.